# Jan Niederle (politik)
Jan Niederle (29. října 1893 Senetářov – 1. října 1982 Šebrov-Kateřina) byl český a československý odborový pracovník, politik Československé strany lidové a poúnorový poslanec Národního shromáždění ČSR.

## Biografie
Narodil se do chudé rodiny na Blanensku. Vyučil se zedníkem a roku 1920 nastoupil jako dělník u Československých státních drah, kde se stal odborovým funkcionářem. V odborech působil i za okupace a po osvobození získal místo vysokého zemského funkcionáře ROH. Patřil k levicovému proudu ve straně a podporoval linii Aloise Petra a Josefa Plojhara. Po únoru 1948 působil jako místopředseda Krajského Akčního výboru ČSL v Brněnském kraji, v 50. letech byl předsediu Krajského výboru ČSL.
Po únorovém převratu v roce 1948 patřil k frakci tehdejší lidové strany loajální vůči Komunistické straně Československa, která v ČSL převzala moc a proměnila ji na spojence komunistického režimu. Ve volbách roku 1948 byl zvolen do Národního shromáždění za ČSL ve volebním kraji Brno. V parlamentu setrval do konce funkčního období, tedy do voleb v roce 1954.
Na přelomu 40. a 50. let 20. století patřil mezi skupinu aktivistů ČSL, které komunistický režim zapojil do takzvané Katolické akce, která měla za cíl rozštěpit katolický tábor a vytvořit v něm prostátní a prokomunistickou frakci. Zasedal ve výboru Katolické akce a je zde evidován jako „pokrokový lidovec“. V letech 1957-1958 pomáhal Josefu Plojharovi provést stranickou čistku proti tzv. brněnské klice (Emil Vojanec). Za svoji spolupráci s režimem v rámci Národní fronty byl vyznamenán (Řád práce, Řád Vítězného února). Během pražského jara patřil ke stoupencům konzervativního směru v ČSL a podporoval staré funkcionáře. V roce 1971 již kvůli věku do Federálního shromáždění či ČNR nekandidoval. Vedle Josefa Gemrota byl nejvýznamnějším prorežimním představitelem ČSL na Moravě.

## Ocenění
- Řád práce
- Řád Vítězného února